# ATP Dubai

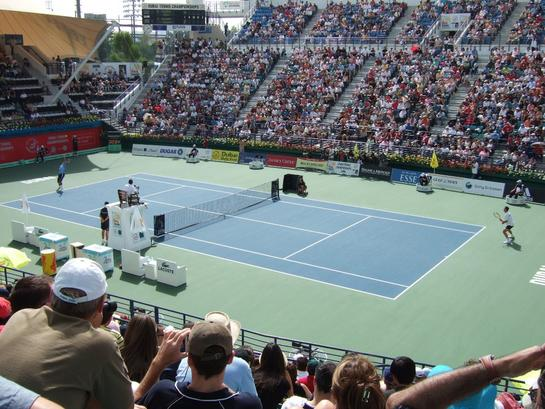
Center Court in Dubai

Das ATP-Turnier von Dubai (offiziell Dubai Duty Free Tennis Championships) ist ein Herren-Tennisturnier, das seit 1993 jährlich im Februar in Dubai, den Vereinigten Arabischen Emiraten im Freien auf Hartplatz ausgetragen wird. Es ist Teil der Kategorie ATP Tour 500, der zweithöchsten innerhalb der ATP Tour.

## Geschichte
Die ersten Ausgaben des Turniers fanden 1993 im Aviation Club statt. Als Tribüne dienten damals noch einfache Gerüste, die bis zu 3.000 Zuschauern, über alle Plätze verteilt, Platz boten. 1996 zog das Turnier in das auf demselben Gelände neu errichtete Dubai Duty Free Tennis Stadium, das 5.000 Zuschauern fasst.
Zunächst war das Turnier nur Teil der World Series, der niedrigsten Kategorie. 2001 wurde es in die International Series Gold aufgenommen, das Pendant zur heutigen ATP-Tour-500-Serie.
Ab 2001 findet zeitgleich eine Austragung der Damen statt. Als drittes Profiturnier zahlten die Dubai Championships 2005 das gleiche Preisgeld für beide Geschlechter aus.

## Siegerliste
Rekordsieger ist Roger Federer, der achtmal gewann. Im Doppel ist Mahesh Bhupathi der erfolgreichste Spieler, er gewann fünfmal.

### Einzel
| Jahr | Sieger                | Finalgegner           | Finalergebnis   |
| ---- | --------------------- | --------------------- | --------------- |
| 2025 | Stefanos Tsitsipas    | Félix Auger-Aliassime | 6:3, 6:3        |
| 2024 | Ugo Humbert           | Alexander Bublik      | 6:4, 6:3        |
| 2023 | Daniil Medwedew       | Andrei Rubljow        | 6:2, 6:2        |
| 2022 | Andrei Rubljow        | Jiří Veselý           | 6:3, 6:4        |
| 2021 | Aslan Karazew         | Lloyd Harris          | 6:3, 6:2        |
| 2020 | Novak Đoković (5)     | Stefanos Tsitsipas    | 6:3, 6:4        |
| 2019 | Roger Federer (8)     | Stefanos Tsitsipas    | 6:4, 6:4        |
| 2018 | Roberto Bautista Agut | Lucas Pouille         | 6:3, 6:4        |
| 2017 | Andy Murray           | Fernando Verdasco     | 6:3, 6:2        |
| 2016 | Stan Wawrinka         | Marcos Baghdatis      | 6:4, 7:613      |
| 2015 | Roger Federer (7)     | Novak Đoković         | 6:3, 7:5        |
| 2014 | Roger Federer (6)     | Tomáš Berdych         | 3:6, 6:3, 6:3   |
| 2013 | Novak Đoković (4)     | Tomáš Berdych         | 7:5, 6:3        |
| 2012 | Roger Federer (5)     | Andy Murray           | 7:5, 6:4        |
| 2011 | Novak Đoković (3)     | Roger Federer         | 6:3, 6:3        |
| 2010 | Novak Đoković (2)     | Michail Juschny       | 7:5, 5:7, 6:3   |
| 2009 | Novak Đoković (1)     | David Ferrer          | 7:5, 6:3        |
| 2008 | Andy Roddick          | Feliciano López       | 6:78, 6:4, 6:2  |
| 2007 | Roger Federer (4)     | Michail Juschny       | 6:4, 6:3        |
| 2006 | Rafael Nadal          | Roger Federer         | 2:6, 6:4, 6:4   |
| 2005 | Roger Federer (3)     | Ivan Ljubičić         | 6:1, 6:76, 6:3  |
| 2004 | Roger Federer (2)     | Feliciano López       | 4:6, 6:1, 6:2   |
| 2003 | Roger Federer (1)     | Jiří Novák            | 6:1, 7:62       |
| 2002 | Fabrice Santoro       | Younes El Aynaoui     | 6:4, 3:6, 6:3   |
| 2001 | Juan Carlos Ferrero   | Marat Safin           | 6:2, 3:1 aufgg. |
| 2000 | Nicolas Kiefer        | Juan Carlos Ferrero   | 7:5, 4:6, 6:3   |
| 1999 | Jérôme Golmard        | Nicolas Kiefer        | 6:4, 6:2        |
| 1998 | Àlex Corretja         | Félix Mantilla        | 7:60, 6:1       |
| 1997 | Thomas Muster         | Goran Ivanišević      | 7:5, 7:63       |
| 1996 | Goran Ivanišević      | Albert Costa          | 6:4, 6:3        |
| 1995 | Wayne Ferreira        | Andrea Gaudenzi       | 6:3, 6:3        |
| 1994 | Magnus Gustafsson     | Sergi Bruguera        | 6:4, 6:2        |
| 1993 | Karel Nováček         | Fabrice Santoro       | 6:4, 7:5        |

### Doppel
| Jahr | Sieger                                  | Finalgegner                          | Finalergebnis      |
| ---- | --------------------------------------- | ------------------------------------ | ------------------ |
| 2025 | Yuki Bhambri Alexei Popyrin             | Harri Heliövaara Henry Patten        | 3:6, 7:612, [10:8] |
| 2024 | Tallon Griekspoor Jan-Lennard Struff    | Ivan Dodig Austin Krajicek           | 6:4, 4:6, [10:6]   |
| 2023 | Maxime Cressy Fabrice Martin            | Lloyd Glasspool Harri Heliövaara     | 7:62, 6:4          |
| 2022 | Tim Pütz Michael Venus (2)              | Nikola Mektić Mate Pavić             | 6:3, 6:75, [16:14] |
| 2021 | Juan Sebastián Cabal Robert Farah       | Nikola Mektić Mate Pavić             | 7:60, 7:64         |
| 2020 | John Peers Michael Venus (1)            | Raven Klaasen Oliver Marach          | 6:3, 6:2           |
| 2019 | Rajeev Ram Joe Salisbury                | Ben McLachlan Jan-Lennard Struff     | 7:64, 6:3          |
| 2018 | Jean-Julien Rojer (2) Horia Tecău (2)   | Jamie Cerretani Leander Paes         | 7:62, 6:2          |
| 2017 | Jean-Julien Rojer (1) Horia Tecău (1)   | Rohan Bopanna Marcin Matkowski       | 4:6, 6:3, [10:3]   |
| 2016 | Simone Bolelli Andreas Seppi            | Feliciano López Marc López           | 6:2, 3:6, [14:12]  |
| 2015 | Rohan Bopanna (3) Daniel Nestor (2)     | Aisam-ul-Haq Qureshi Nenad Zimonjić  | 6:4, 6:1           |
| 2014 | Rohan Bopanna (2) Aisam-ul-Haq Qureshi  | Daniel Nestor Nenad Zimonjić         | 6:4, 6:3           |
| 2013 | Mahesh Bhupathi (5) Michaël Llodra      | Robert Lindstedt Nenad Zimonjić      | 7:66, 7:66         |
| 2012 | Mahesh Bhupathi (4) Rohan Bopanna (1)   | Mariusz Fyrstenberg Marcin Matkowski | 6:4, 3:6, [10:5]   |
| 2011 | Michail Juschny Serhij Stachowskyj      | Jérémy Chardy Feliciano López        | 4:6, 6:3, [10:3]   |
| 2010 | Simon Aspelin Paul Hanley (2)           | Lukáš Dlouhý Leander Paes            | 6:2, 6:3           |
| 2009 | Rik De Voest Dmitri Tursunow            | Martin Damm Robert Lindstedt         | 4:6, 6:3, [10:5]   |
| 2008 | Mahesh Bhupathi (3) Mark Knowles (2)    | Martin Damm Pavel Vízner             | 7:5, 7:67          |
| 2007 | Fabrice Santoro (2) Nenad Zimonjić      | Mahesh Bhupathi Radek Štěpánek       | 7:5, 6:73, [10:7]  |
| 2006 | Paul Hanley (1) Kevin Ullyett           | Mark Knowles Daniel Nestor           | 1:6, 6:2, [10:1]   |
| 2005 | Martin Damm Radek Štěpánek              | Jonas Björkman Fabrice Santoro       | 6:2, 6:4           |
| 2004 | Mahesh Bhupathi (2) Fabrice Santoro (1) | Jonas Björkman Leander Paes          | 6:2, 4:6, 6:4      |
| 2003 | Leander Paes (2) David Rikl (2)         | Wayne Black Kevin Ullyett            | 6:3, 6:0           |
| 2002 | Mark Knowles (1) Daniel Nestor (1)      | Joshua Eagle Sandon Stolle           | 3:6, 6:3, [13:11]  |
| 2001 | Joshua Eagle Sandon Stolle              | Daniel Nestor Nenad Zimonjić         | 6:4, 6:4           |
| 2000 | Jiří Novák David Rikl (1)               | Robbie Koenig Peter Tramacchi        | 6:2, 7:5           |
| 1999 | Wayne Black Sandon Stolle               | David Adams John-Laffnie de Jager    | 4:6, 6:1, 6:4      |
| 1998 | Mahesh Bhupathi (1) Leander Paes (1)    | Donald Johnson Francisco Montana     | 6:2, 7:5           |
| 1997 | Sander Groen Goran Ivanišević           | Sandon Stolle Cyril Suk              | 7:6, 6:3           |
| 1996 | Grant Connell (2) Byron Black           | Karel Nováček Jiří Novák             | 6:0, 6:1           |
| 1995 | Grant Connell (1) Patrick Galbraith     | Tomás Carbonell Francisco Roig       | 6:2, 4:6, 6:3      |
| 1994 | Todd Woodbridge Mark Woodforde          | Darren Cahill John Fitzgerald        | 6:7, 6:4, 6:2      |
| 1993 | John Fitzgerald Anders Järryd           | Grant Connell Patrick Galbraith      | 6:2, 6:1           |